# 菲利普·马丁
菲利普·马丁（英語：Phillip Martin，1926年3月13日—2010年2月4日），美国原住民政治家，密西西比州乔克托印第安部落民选酋长。
菲利普·马丁在部落政府就职40年，其中有32年担任部落政府中的主要民选官员职位。2007年，贝斯利·顿逊当选后，菲利普·马丁卸任酋长一职。

## 早年生活
菲利普·马丁1926年出生于密西西比州費拉德爾菲亞，其父母均为乔克托族人。
菲利普·马丁自小接受当地原住民文化，并在当地学校就读。

## 经历

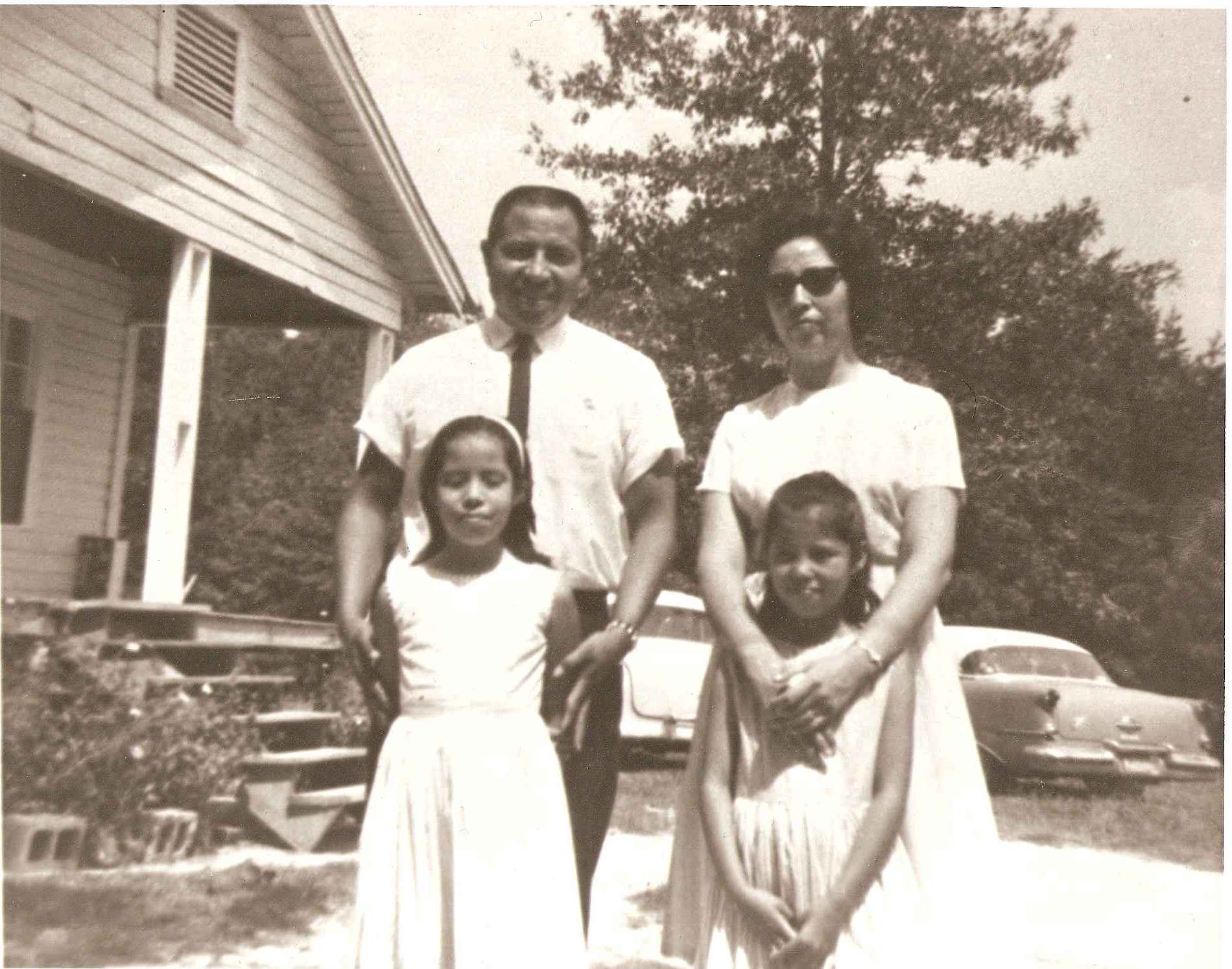
菲利普·马丁与其家人，摄于20世纪50年代晚期或60年代早期

在美国空军担任中士达十年后，菲利普·马丁回到密西西比州，并于1957年进入部落领导层。1979年，菲利普·马丁首次当选部落酋长。
1972年9月，菲利普·马丁的儿子罗伯特出生。
菲利普·马丁担任全国部落酋长协会主席，并于1969年创建南部和东部部落联合组织（USET），该组织由23个由联邦认可的部落组成。
1970年至1976年，菲利普·马丁担任哈斯凯尔印第安人专科学校（现为哈斯凯尔印第安人民族大学，Haskell Indian Nations University）校长。
菲利普·马丁与其他部落酋长通力合作，维持学校的运转，改善了校园设施，为学校建造了宿舍、食堂与资源中心。

## 逝世
菲利普·马丁于2010年2月4日因中风在密西西比州杰克逊市去世。  